# Reichsbahn SG Magdeburg
Die Reichsbahn SG Magdeburg war ein Sportverein im deutschen Reich mit Sitz in Magdeburg, der heutigen Landeshauptstadt des Bundeslandes Sachsen-Anhalt.

## Geschichte
Die Fußball-Mannschaft wurde zur Saison 1944/45 in die Gauliga Mitte eingegliedert, dort wiederum dann in den Bezirk Magdeburg-Schönebeck. Über ausgetragene Spiele in dieser Saison ist nichts mehr bekannt. Diese wurde aufgrund des fortschreitenden Zweiten Weltkriegs jedenfalls nicht mehr zu Ende gespielt. Nach dem Ende des Krieges wurde der Verein dann auch aufgelöst.